# 1954-es labdarúgó-világbajnokság (egyenes kieséses szakasz)
Az 1954-es labdarúgó-világbajnokság egyenes kieséses szakasza június 26-án kezdődött, és július 4-én ért véget a berni Wankdorfstadionban rendezett döntővel. Az egyenes kieséses szakaszban nyolc csapat vett részt, a csoportok összes első két helyezettje. Az egyenes kieséses szakasz 8 mérkőzésből állt: 4 negyeddöntőt, 2 elődöntőt és 2 helyosztó mérkőzést rendeztek.
Az egyes mérkőzések győztesei továbbjutottak a következő körbe. A vesztes csapatok kiestek a világbajnokságról, kivéve az elődöntő vesztes csapatait, amelyek a bronzéremért mérkőzhettek.
Ha a mérkőzéseken a rendes játékidő végén döntetlen volt az eredmény, akkor 2×15 perces hosszabbítás volt. Ha ezután is döntetlen volt az eredmény, akkor a mérkőzést újra kellett volna játszani, ilyenre azonban nem került sor.

## Résztvevők
| Csoport | Első helyen továbbjutott | Második helyen továbbjutott |
| ------- | ------------------------ | --------------------------- |
| 1.      | Brazília                 | Jugoszlávia                 |
| 2.      | Magyarország             | NSZK                        |
| 3.      | Uruguay                  | Ausztria                    |
| 4.      | Anglia                   | Svájc                       |

## Ágrajz
|  |                             |              |                             |                          |   |              |                        |                          |                          |                          |               |       |       |
|  | Negyeddöntők                | Negyeddöntők | Negyeddöntők                |                          |   | Elődöntők    | Elődöntők              | Elődöntők                |                          |                          | Döntő         | Döntő | Döntő |
|  | Negyeddöntők                | Negyeddöntők | Negyeddöntők                |                          |   | Elődöntők    | Elődöntők              | Elődöntők                |                          |                          | Döntő         | Döntő | Döntő |
|  | 1954. június 26. – Lausanne |              |                             |                          |   |              |                        |                          |                          |                          |               |       |       |
|  |                             |              |                             |                          |   |              |                        |                          |                          |                          |               |       |       |
|  | 4/2.                        | Svájc        | 5                           |                          |   |              |                        |                          |                          |                          |               |       |       |
|  | 4/2.                        | Svájc        | 5                           | 1954. június 30. – Bázel |   |              |                        |                          |                          |                          |               |       |       |
|  | 3/2.                        | Ausztria     | 7                           |                          |   |              |                        |                          |                          |                          |               |       |       |
|  | 3/2.                        | Ausztria     | 7                           |                          |   | Ausztria     | Ausztria               | 1                        |                          |                          |               |       |       |
|  | 1954. június 27. – Genf     |              |                             |                          |   | Ausztria     | Ausztria               | 1                        |                          |                          |               |       |       |
|  |                             |              | NSZK                        | NSZK                     | 6 |              |                        |                          |                          |                          |               |       |       |
|  | 2/2.                        | NSZK         | NSZK                        | NSZK                     | 6 | 2            |                        |                          |                          |                          |               |       |       |
|  | 2/2.                        | NSZK         |                             |                          |   | 2            | 1954. július 4. – Bern |                          |                          |                          |               |       |       |
|  | 1/2.                        | Jugoszlávia  | 0                           |                          |   |              |                        |                          |                          |                          |               |       |       |
|  | 1/2.                        | Jugoszlávia  | 0                           |                          |   | NSZK         | NSZK                   | 3                        |                          |                          |               |       |       |
|  | 1954. június 27. – Bern     |              |                             |                          |   | NSZK         | NSZK                   | 3                        |                          |                          |               |       |       |
|  |                             |              | Magyarország                | Magyarország             | 2 |              |                        |                          |                          |                          |               |       |       |
|  | 2/1.                        | Magyarország | Magyarország                | Magyarország             | 2 | 4            |                        |                          |                          |                          |               |       |       |
|  | 2/1.                        | Magyarország | 1954. június 30. – Lausanne |                          |   | 4            |                        |                          |                          |                          |               |       |       |
|  | 1/1.                        | Brazília     | 2                           |                          |   |              |                        |                          |                          |                          |               |       |       |
|  | 1/1.                        | Brazília     | 2                           |                          |   | Magyarország | Magyarország           | 4                        | Bronzmérkőzés            | Bronzmérkőzés            | Bronzmérkőzés |       |       |
|  | 1954. június 26. – Bázel    |              |                             |                          |   | Magyarország | Magyarország           | 4                        | Bronzmérkőzés            | Bronzmérkőzés            | Bronzmérkőzés |       |       |
|  |                             |              | Uruguay                     | Uruguay                  | 2 |              |                        | 1954. július 3. – Zürich | 1954. július 3. – Zürich | 1954. július 3. – Zürich |               |       |       |
|  | 3/1.                        | Uruguay      | Uruguay                     | Uruguay                  | 2 | 4            |                        | 1954. július 3. – Zürich | 1954. július 3. – Zürich | 1954. július 3. – Zürich |               |       |       |
|  | 3/1.                        | Uruguay      |                             |                          |   |              |                        | Ausztria                 | Ausztria                 | 3                        |               |       |       |
|  | 4/1.                        | Anglia       | 2                           |                          |   |              |                        | Ausztria                 | Ausztria                 | 3                        |               |       |       |
|  | 4/1.                        | Anglia       | 2                           |                          |   | Uruguay      | Uruguay                | 1                        |                          |                          |               |       |       |
|  |                             |              |                             |                          |   | Uruguay      | Uruguay                | 1                        |                          |                          |               |       |       |

## Negyeddöntők

### Ausztria – Svájc
| 1954, június 26. 17: 00 (CET) |

| Ausztria                                                   | 7–5               | Svájc                             |
| ---------------------------------------------------------- | ----------------- | --------------------------------- |
| Wagner 25' 27' 53' R. Körner 26' 34' Ocwirk 32' Probst 76' | (5–4) Jegyzőkönyv | Ballaman 16' 39' Hügi 17' 19' 60' |

| Stade Olympique, Lausanne Nézőszám: 32 000 Játékvezető: Charles Faultless (skót) Asszisztensek: Manuel Asensi (spanyol), Emil Schmetzer (NSZK) |

| Ausztria | Svájc |

| GK                   | 1  | Kurt Schmied       |
| DF                   | 2  | Gerhard Hanappi    |
| DF                   | 4  | Leopold Barschandt |
| DF                   | 5  | Ernst Ocwirk       |
| MF                   | 3  | Ernst Happel       |
| MF                   | 6  | Karl Koller        |
| MF                   | 10 | Erich Probst       |
| FW                   | 9  | Theodor Wagner     |
| FW                   | 11 | Alfred Körner      |
| FW                   | 21 | Ernst Stojaspal    |
| FW                   | 7  | Robert Körner      |
| Szövetségi kapitány: |    |                    |
| Walter Nausch        |    |                    |

|                      |    |                  |  |
|                      |    |                  |  |
| GK                   | 2  | Eugène Parlier   |  |
| DF                   | 7  | André Neury      |  |
| DF                   | 14 | Willy Kernen     |  |
| DF                   | 10 | Oliver Eggimann  |  |
| MF                   | 4  | Roger Bocquet    |  |
| MF                   | 9  | Charles Casali   |  |
| FW                   | 15 | Charles Antenen  |  |
| FW                   | 22 | Roger Vonlanthen |  |
| FW                   | 18 | Josef Hügi       |  |
| FW                   | 16 | Robert Ballaman  |  |
| FW                   | 17 | Jacques Fatton   |  |
| Szövetségi kapitány: |    |                  |  |
| Karl Rappan          |    |                  |  |

### Uruguay – Anglia
| 1954, június 26. 17: 00 (CET) |

| Uruguay                                         | 4–2               | Anglia                   |
| ----------------------------------------------- | ----------------- | ------------------------ |
| Borges 5' Varela 39' Schiaffino 46' Ambrois 78' | (2–1) Jegyzőkönyv | Lofthouse 16' Finney 67' |

| St. Jakob stadion, Bázel Nézőszám: 28 000 Játékvezető: Erich Steiner (osztrák) Asszisztensek: Vasa Stefanović (jugoszláv), Vincenzo Orlandini (olasz) |

| Uruguay | Anglia |

|                      |    |                   |
| GK                   | 1  | Roque Máspoli     |
| DF                   | 2  | José Santamaría   |
| DF                   | 3  | William Martínez  |
| MF                   | 4  | Rodríguez Andrade |
| MF                   | 5  | Obdulio Varela    |
| MF                   | 17 | Luis Cruz         |
| FW                   | 7  | Julio Abbadie     |
| FW                   | 19 | Javier Ambrois    |
| FW                   | 9  | Óscar Míguez      |
| FW                   | 10 | Juan Schiaffino   |
| FW                   | 11 | Carlos Borges     |
| Szövetségi kapitány: |    |                   |
| Juan López           |    |                   |

| GK                   | 1  | Gil Merrick      |
| RB                   | 2  | Ron Staniforth   |
| LB                   | 3  | Roger Byrne      |
| RH                   | 14 | Bill McGarry     |
| CH                   | 4  | Billy Wright     |
| LH                   | 6  | Jimmy Dickinson  |
| OR                   | 7  | Stanley Matthews |
| IF                   | 8  | Ivor Broadis     |
| CF                   | 9  | Nat Lofthouse    |
| IF                   | 15 | Dennis Wilshaw   |
| OL                   | 11 | Tom Finney       |
| Szövetségi kapitány: |    |                  |
| Walter Winterbottom  |    |                  |

### NSZK – Jugoszlávia
| 1954, június 27. 17: 00 (CET) |

| NSZK                        | 2–0               | Jugoszlávia |
| --------------------------- | ----------------- | ----------- |
| Horvat 10' (öngól) Rahn 85' | (1–0) Jegyzőkönyv |             |

| Charmilles stadion, Genf Nézőszám: 18 000 Játékvezető: Zsolt István (magyar) Asszisztensek: Laurent Franken (belga), Karl Buchmüller (svájci) |

| NSZK | Jugoszlávia |

| GK                   | 1  | Toni Turek       |
| DF                   | 2  | Fritz Laband     |
| DF                   | 10 | Werner Liebrich  |
| DF                   | 3  | Werner Kohlmeyer |
| MF                   | 6  | Horst Eckel      |
| MF                   | 8  | Karl Mai         |
| FW                   | 12 | Helmut Rahn      |
| FW                   | 13 | Max Morlock      |
| FW                   | 15 | Ottmar Walter    |
| FW                   | 16 | Fritz Walter     |
| FW                   | 20 | Hans Schäfer     |
| Szövetségi kapitány: |    |                  |
| Sepp Herberger       |    |                  |

| GK                   | 1  | Vladimir Beara    |
| DF                   | 2  | Branko Stanković  |
| DF                   | 3  | Tomislav Crnković |
| DF                   | 5  | Ivica Horvat      |
| MF                   | 4  | Zlatko Čajkovski  |
| MF                   | 6  | Vujadin Boškov    |
| FW                   | 18 | Miloš Milutinović |
| FW                   | 8  | Rajko Mitić       |
| FW                   | 9  | Bernard Vukas     |
| FW                   | 10 | Stjepan Bobek     |
| FW                   | 11 | Branko Zebec      |
| Szövetségi kapitány: |    |                   |
| Aleksandar Tirnanić  |    |                   |

### Magyarország – Brazília
| 1954, június 27. 17: 00 (CET) |

| Magyarország                                     | 4–2               | Brazília                             |
| ------------------------------------------------ | ----------------- | ------------------------------------ |
| Hidegkuti 4' Kocsis 7' 88' Lantos 60' (11-esből) | (2–1) Jegyzőkönyv | D. Santos 18' (11-esből) Julinho 65' |

| Wankdorfstadion, Bern Nézőszám: 60 000 Játékvezető: Arthur Ellis (angol) Asszisztensek: William Ling (angol), Raymon Wyssling (svájci) |

| Magyarország | Brazília |

| GK                   | 1  | Grosics Gyula    |     |
| DF                   | 2  | Buzánszky Jenő   |     |
| DF                   | 3  | Lóránt Gyula     |     |
| DF                   | 4  | Lantos Mihály    |     |
| MF                   | 5  | Bozsik József    | 71′ |
| MF                   | 6  | Zakariás József  |     |
| FW                   | 7  | Tóth József      |     |
| FW                   | 8  | Kocsis Sándor    |     |
| FW                   | 9  | Hidegkuti Nándor |     |
| FW                   | 11 | Czibor Zoltán    |     |
| FW                   | 20 | Tóth Mihály      |     |
| Szövetségi kapitány: |    |                  |     |
| Sebes Gusztáv        |    |                  |     |

| GK                   | 1  | Castilho      |     |
| DF                   | 2  | Djalma Santos |     |
| DF                   | 3  | Nílton Santos | 71′ |
| DF                   | 4  | Brandãozinho  |     |
| MF                   | 5  | Pinheiro      |     |
| MF                   | 6  | Bauer         |     |
| FW                   | 7  | Julinho       |     |
| FW                   | 8  | Didi          |     |
| FW                   | 19 | Índio         |     |
| FW                   | 18 | Humberto      | 79′ |
| FW                   | 17 | Maurinho      |     |
| Szövetségi kapitány: |    |               |     |
| Zezé Moreira         |    |               |     |

## Elődöntők

### NSZK – Ausztria
| 1954, június 30. 18: 00 (CET) |

| NSZK                                                                               | 6–1               | Ausztria   |
| ---------------------------------------------------------------------------------- | ----------------- | ---------- |
| Schäfer 31' Morlock 47' F. Walter 54' (11-esből), 64' (11-esből) O. Walter 61' 89' | (1–0) Jegyzőkönyv | Probst 51' |

| St. Jakob stadion, Bázel Nézőszám: 58 000 Játékvezető: Vincenzo Orlandini (olasz) Asszisztensek: Arthur Ellis (angol), Karl Buchmüller (svájci) |

| NSZK | Ausztria |

| GK                   | 1  | Toni Turek       |
| DF                   | 7  | Josef Posipal    |
| DF                   | 10 | Werner Liebrich  |
| DF                   | 3  | Werner Kohlmeyer |
| MF                   | 6  | Horst Eckel      |
| MF                   | 8  | Karl Mai         |
| FW                   | 12 | Helmut Rahn      |
| FW                   | 13 | Max Morlock      |
| FW                   | 15 | Ottmar Walter    |
| FW                   | 16 | Fritz Walter     |
| FW                   | 20 | Hans Schäfer     |
| Szövetségi kapitány: |    |                  |
| Sepp Herberger       |    |                  |

| GK                   | 16 | Walter Zeman    |
| DF                   | 2  | Gerhard Hanappi |
| DF                   | 3  | Ernst Happel    |
| MF                   | 8  | Walter Schleger |
| MF                   | 5  | Ernst Ocwirk    |
| MF                   | 6  | Karl Koller     |
| FW                   | 7  | Robert Körner   |
| FW                   | 9  | Theodor Wagner  |
| FW                   | 21 | Ernst Stojaspal |
| FW                   | 10 | Erich Probst    |
| FW                   | 11 | Alfred Körner   |
| Szövetségi kapitány: |    |                 |
| Walter Nausch        |    |                 |

### Magyarország – Uruguay
| 1954, június 30. 18: 00 (CET) |

| Magyarország                              | 4–2 (h. u.)                 | Uruguay         |
| ----------------------------------------- | --------------------------- | --------------- |
| Czibor 12' Hidegkuti 47' Kocsis 109' 116' | (1–0, 2–2, 2–2) Jegyzőkönyv | Hohberg 76' 86' |

| Stade Olympique, Lausanne Nézőszám: 50 000 Játékvezető: Mervyn Griffiths (walesi) Asszisztensek: Charles Faultless (skót), Raymond Vincentini (francia) |

| Magyarország | Uruguay |

| GK                   | 1  | Grosics Gyula    |
| DF                   | 2  | Buzánszky Jenő   |
| DF                   | 3  | Lóránt Gyula     |
| DF                   | 4  | Lantos Mihály    |
| MF                   | 5  | Bozsik József    |
| MF                   | 6  | Zakariás József  |
| FW                   | 16 | Budai László     |
| FW                   | 8  | Kocsis Sándor    |
| FW                   | 19 | Palotás Péter    |
| FW                   | 9  | Hidegkuti Nándor |
| FW                   | 11 | Czibor Zoltán    |
| Szövetségi kapitány: |    |                  |
| Sebes Gusztáv        |    |                  |

| GK                   | 1  | Roque Máspoli     |
| DF                   | 2  | José Santamaría   |
| DF                   | 3  | William Martínez  |
| MF                   | 4  | Rodríguez Andrade |
| MF                   | 16 | Néstor Carballo   |
| MF                   | 17 | Luis Cruz         |
| FW                   | 18 | Rafael Souto      |
| FW                   | 19 | Javier Ambrois    |
| FW                   | 8  | Juan Hohberg      |
| FW                   | 10 | Juan Schiaffino   |
| FW                   | 11 | Carlos Borges     |
| Szövetségi kapitány: |    |                   |
| Juan López           |    |                   |

## Bronzmérkőzés
| 1954, július 3. 17: 00 (CET) |

| Ausztria                                             | 3–1               | Uruguay     |
| ---------------------------------------------------- | ----------------- | ----------- |
| Stojaspal 16' (11-esből) Cruz 59' (öngól) Ocwirk 79' | (1–1) Jegyzőkönyv | Hohberg 22' |

| Hardturm stadion, Zürich Nézőszám: 32 000 Játékvezető: Raymon Wyssling (svájci) Asszisztensek: Zsolt István (magyar), Arthur Ellis (angol) |

| Ausztria | Uruguay |

| GK                   | 1  | Kurt Schmied       |
| DF                   | 2  | Gerhard Hanappi    |
| DF                   | 4  | Leopold Barschandt |
| MF                   | 13 | Walter Kollmann    |
| MF                   | 5  | Ernst Ocwirk       |
| MF                   | 6  | Karl Koller        |
| FW                   | 7  | Robert Körner      |
| FW                   | 9  | Theodor Wagner     |
| FW                   | 10 | Erich Probst       |
| FW                   | 19 | Robert Dienst      |
| FW                   | 21 | Ernst Stojaspal    |
| Szövetségi kapitány: |    |                    |
| Walter Nausch        |    |                    |

| GK                   | 1  | Roque Máspoli     |
| DF                   | 2  | José Santamaría   |
| DF                   | 3  | William Martínez  |
| MF                   | 4  | Rodríguez Andrade |
| MF                   | 16 | Néstor Carballo   |
| MF                   | 17 | Luis Cruz         |
| FW                   | 7  | Julio Abbadie     |
| FW                   | 8  | Juan Hohberg      |
| FW                   | 10 | Juan Schiaffino   |
| FW                   | 11 | Carlos Borges     |
| FW                   | 20 | Omar Méndez       |
| Szövetségi kapitány: |    |                   |
| Juan López           |    |                   |

## Döntő
| 1954. július 4. 17: 00 (CET) |

| NSZK                     | 3–2               | Magyarország        |
| ------------------------ | ----------------- | ------------------- |
| Morlock 10' Rahn 18' 84' | (2–2) Jegyzőkönyv | Puskás 6' Czibor 8' |

| Wankdorfstadion, Bern Nézőszám: 64 000 Játékvezető: William Ling ((angol)) Asszisztensek: Vincenzo Orlandini (olasz), Mervyn Griffiths (walesi) |

| Csapatszínek | Csapatszínek | Csapatszínek |
| Csapatszínek |              |              |
| Csapatszínek |              |              |
|              |              |              |
| NSZK         |              |              |

| Csapatszínek | Csapatszínek | Csapatszínek |
| Csapatszínek |              |              |
| Csapatszínek |              |              |
|              |              |              |
| Magyarország |              |              |

|                      |    |                  |  |
|                      |    |                  |  |
| GK                   | 1  | Toni Turek       |  |
| DF                   | 7  | Josef Posipal    |  |
| DF                   | 10 | Werner Liebrich  |  |
| DF                   | 3  | Werner Kohlmeyer |  |
| MF                   | 6  | Horst Eckel      |  |
| MF                   | 8  | Karl Mai         |  |
| FW                   | 12 | Helmut Rahn      |  |
| FW                   | 13 | Max Morlock      |  |
| FW                   | 15 | Ottmar Walter    |  |
| FW                   | 16 | Fritz Walter     |  |
| FW                   | 20 | Hans Schäfer     |  |
| Szövetségi kapitány: |    |                  |  |
| Sepp Herberger       |    |                  |  |

|                      |    |                  |  |
|                      |    |                  |  |
| GK                   | 1  | Grosics Gyula    |  |
| DF                   | 2  | Buzánszky Jenő   |  |
| DF                   | 3  | Lóránt Gyula     |  |
| DF                   | 4  | Lantos Mihály    |  |
| MF                   | 5  | Bozsik József    |  |
| MF                   | 6  | Zakariás József  |  |
| FW                   | 11 | Czibor Zoltán    |  |
| FW                   | 8  | Kocsis Sándor    |  |
| FW                   | 9  | Hidegkuti Nándor |  |
| FW                   | 10 | Puskás Ferenc    |  |
| FW                   | 20 | Tóth Mihály      |  |
| Szövetségi kapitány: |    |                  |  |
| Sebes Gusztáv        |    |                  |  |

| Partbírók: Vincenzo Orlandini (olasz) Mervyn Griffiths (walesi) |